# Out of the Dark ... Into the Light
Out of the Dark ... Into the Light è il secondo EP del gruppo musicale thrash metal tedesco Kreator, pubblicato nel 1988 dalla Noise Records.

## Edizioni
Originariamente l'edizione in vinile conteneva solo i primi 5 pezzi. L'edizione Americana in CD conteneva anche una cover dei Tygers of Pan Tang (Gangland) registrata in Studio per il singolo Behind the Mirror del 1987. Successivamente, nel 1992, uscì in tutto il mondo l'edizione in CD comprendente i seguenti pezzi. Le tracce live furono registrate il 31 maggio 1988 al Dynamo Club di Eindhoven.

## Tracce
1. Impossible to Cure – 2:41
2. Lambs to the Slaughter (cover dei Raven) – 3:34
3. Terrible Certainty (live) – 5:19
4. Riot of Violence (live) – 5:48
5. Awakening of the Gods (live) – 7:13
6. Flag of Hate (live) – 3:52
7. Love Us or Hate Us (live) – 4:36
8. Behind the Mirror – 4:45

Nella ristampa dell'album in studio Terrible Certainty son state incluse le tracce originarie del suddetto EP. Nella versione rimasterizzata del 2017, invece, l'intero EP.

## Formazione
- Mille Petrozza - chitarra e voce
- Jörg "Tritze" Trzebiatowski - chitarra
- Roberto "Rob" Fioretti - basso
- Jürgen "Ventor" Reil - batteria